# فلیچه کازوراتی (ریاضی‌دان)

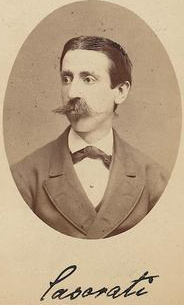

فلیچه کازوراتی(به ایتالیایی: Felice Casorati) (زاده ۱۷ دسامبر ۱۸۳۵ – درگذشته ۱۱ سپتامبر ۱۸۹۰ در پاویا) ریاضیدان اهل ایتالیا بود. او به ویژه به خاطر قضیه ای در آنالیز مختلط که به نام خودش و کارل وایرشتراس به نام قضیه وایرشتراس-کازوراتی شناخته میشود نامبردار است.

## زندگی و کارنامه
او نخست به معماری علاقه‌مند بود و درجه فوق لیسانس را در این زمینه در دانشگاه پاویا به دست آورد. سپس به ریاضیات دلبسته شد و تحت سرپرستی فرانچسکو بریوشی درجه دکتری ریاضیات را کسب نمود. پس از آن به عنوان دستیار بریوشی به کار پرداخت و در دانشگاه پاویا تدریس توپولوژی میکرد. او همچنین به همراه انریکو بتی و بریوشی به مراکز مهم ریاضیات اروپا همچون برلین، گوتینگن و پاریس سفر کرد. در این سفر او با کرونکر و وایرشتراس درباره بنیان های آنالیز ریاضی بحث نمود. پس از بازگشت در سال ۱۸۵۹ به درجه استادی برجسته در جبر و هندسه تحلیلی در دانشگاه پاویا رسید. وی همچنین اینجا در سال ۱۸۶۸ درسهایی درباره آنالیز ارائه داد و از سال ۱۸۷۵ یکچند را در میلان گذراند ولی سپس دوباره به پاویا بازگشت و تا پایان عمر در همانجا ماند.